# 益城町立益城中央小学校
益城町立益城中央小学校（ましきちょうりつ ましきちゅうおうしょうがっこう）は、熊本県上益城郡益城町にある小学校。

## 沿革
福田小学校
- 明治初め - 町・宮園・宮園・寺迫・専寿寺を統合し元会跡に置く
- 1874年（明治7年） - 平田小学校創立。福原に小近舎設置
- 1876年（明治9年） - 小近舎廃止
- 1878年（明治11年） - 園田小学校創立
- 1883年（明治16年） - 園田小学校廃止
- 1884年（明治17年） - 福原小学校設置
- 1887年（明治20年）5月 - 平田小学校と福原小学校が合併し田中尋常小学校となる。袴野分教場・河内田分教場設置
- 1894年（明治27年）4月 - 福田尋常小学校と改称
- 1911年（明治42年）9月 - 河内田分教場を合併
- 1913年（明治44年）4月 - 福田尋常高等小学校と改称
- 1915年（大正4年）4月 - 袴野分教場独立
- 1941年（昭和16年）4月 - 福田国民学校と改称
- 1947年（昭和22年）4月 - 福田村立福田小学校と改称
- 1954年（昭和29年）4月 - 益城町立福田小学校と改称

木山小学校
- 1874年（明治7年） - 第五大学区第十五中学区上益城郡第四十一・四十二・四十三番小学校と称す。
- 1887年（明治20年） - 尋常木山小学校設置
- 1890年（明治23年） - 木山尋常小学校と改称
- 1905年（明治36年） - 現在地移転
- 1913年（明治44年） - 木山尋常高等小学校と改称
- 1941年（昭和16年） - 木山国民学校と改称
- 1947年（昭和22年） - 木山町立木山小学校と改称
- 1954年（昭和29年） - 益城町立木山小学校と改称

益城中央小学校
- 1966年（昭和41年） - 福田小学校と木山小学校が合併し益城中央小学校となる

## 著名な出身者
- 畑実（サッカー選手） - ロアッソ熊本